# Буцьківка
Бу́цьківка — село в Україні, у Валківській міській громаді Богодухівського району Харківської області. Населення становить 177 осіб. До 2020 орган місцевого самоврядування — Шарівська сільська рада.

## Географія
Село Буцьківка знаходиться поруч з балкою Шарова Левада в якій є кілька піщаних кар'єрів. У балці бере початок річка Черемушна, поруч великий лісовий масив (дуб). По селу проходить залізниця, найближчі станції Огульці і Пирогова. Поруч проходить автомобільна дорога М03 (E40). До села примикають села Шарівка і Огульці.

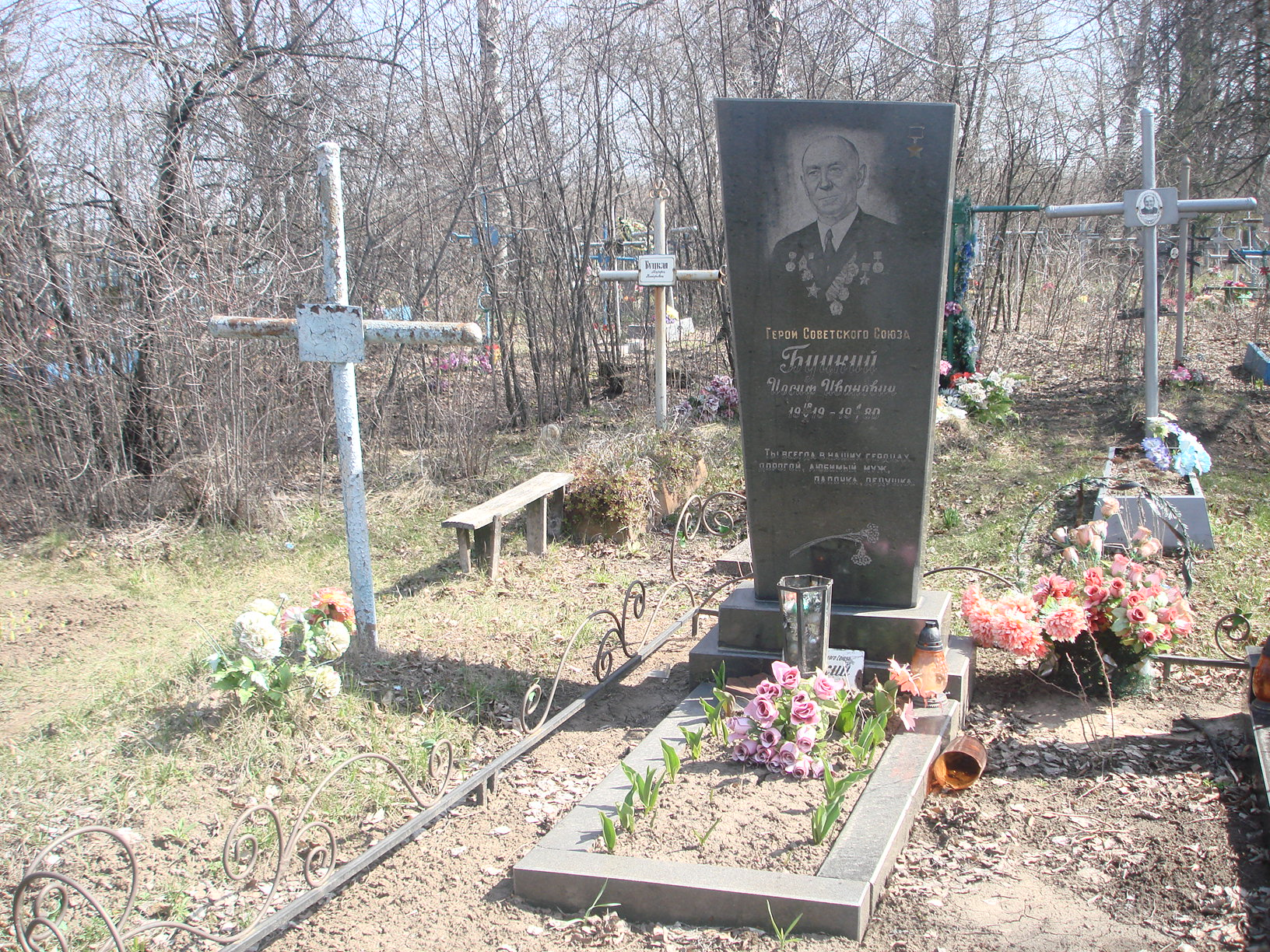
Могила Героя Радянського Союзу Буцького Й.І.

## Історія
15 липня 2009 року село було газофіковане.
12 червня 2020 року, розпорядженням Кабінету Міністрів України № 725-р «Про визначення адміністративних центрів та затвердження територій територіальних громад Харківської області», увійшло до складу Валківської міської громади.
19 липня 2020 року, в результаті адміністративно-територіальної реформи та ліквідації Валківського району, селище увійшло до складу Богодухівського району.

## Населення

### Мова
Розподіл населення за рідною мовою за даними перепису 2001 року:
| Мова       | Відсоток |
| ---------- | -------- |
| українська | 97,74%   |
| російська  | 2,26%    |